# Nederlands kampioenschap 10 km 2019
Het Nederlands kampioenschap 10 km 2019 vond plaats op 10 februari 2019. Het was de twaalfde keer dat de Atletiekunie een wedstrijd organiseerde met als inzet de nationale titel op de 10 km. De wedstrijd vond plaats in Schoorl tijdens de Groet uit Schoorl Run.
Nederlands kampioen 10 km bij de mannen werd Michel Butter en bij de vrouwen won Susan Krumins-Kuijken de titel.

## Uitslagen

### Mannen
| Rang   | Atleet                | Vereniging         | Tijd  |
| ------ | --------------------- | ------------------ | ----- |
| Goud   | Michel Butter         | AVC                | 28.54 |
| Zilver | Bart van Nunen        | AV Passaat         | 28.57 |
| Brons  | Stan Niesten          | DEM                | 29.03 |
| 4      | Jesper van der Wielen | AV Cifla           | 29.22 |
| 5      | Frank Futselaar       | AV de Liemers      | 29.34 |
| 6      | Niek Blikslager       | Groningen Atletiek | 29.52 |
| 7      | Lucas Nieuweboer      | KAV Holland        | 29.52 |
| 8      | Mahadi Abdi Ali       | AV Unitas          | 29.52 |
| 9      | Jelmer van der Linden | AV Statina         | 29.53 |
| 10     | Luuk Maas             | AV Cifla           | 29.53 |

### Vrouwen
| Rang   | Atleet                | Vereniging          | Tijd  |
| ------ | --------------------- | ------------------- | ----- |
| Goud   | Susan Krumins-Kuijken | AV Cifla            | 31.11 |
| Zilver | Kim Dillen            | Eindhoven Atletiek  | 33.50 |
| Brons  | Jasmijn Lau           | CIKO '66            | 34.02 |
| 4      | Jacelyn Gruppen       | Eindhoven Atletiek  | 34.08 |
| 5      | Bo Ummels             | Atletiek Maastricht | 34.22 |
| 6      | Britt Ummels          | Atletiek Maastricht | 34.37 |
| 7      | Anne Luijten          | AV Olympus '70      | 34.40 |
| 8      | Saskia Weinans        | AV de Liemers       | 35.00 |
| 9      | Lesley Smit           | LAAC                | 35.14 |
| 10     | Tirza van de Wolf     | SC Reeuwijk         | 35.23 |

1999 ·
2005 ·
2006 ·
2007 ·
2008 ·
2009 ·
2010 ·
2011 ·
2012 ·
2013 ·
2014 ·
2015 ·
2016 ·
2017 ·
2018 ·
2019 ·
2021 ·
2022 ·
2023